# Jānis Lauris
Jānis Lauris (ur. 11 lutego 1952, zm. 14 marca 2011) – łotewski lekkoatleta, specjalista skoku o tyczce. W czasie swojej kariery startował w barwach Związku Radzieckiego.
Zajął 7. miejsce na halowych mistrzostwach Europy w 1973 w Rotterdamie.
Na kolejnych halowych mistrzostwach Europy w 1974 w Göteborgu zdobył brązowy medal (wyprzedzili go tylko Tadeusz Ślusarski z Polski i Antti Kalliomäki z Finlandii). Zajął 7.–8. miejsce na mistrzostwach Europy w 1974 w Rzymie.
Był wicemistrzem ZSRR w skoku o tyczce w 1973 i 1975, a w hali mistrzem ZSRR w 1974, wicemistrzem w 1973 i 1975 oraz brązowym medalistą w 1972.
Jego rekord życiowy wynosił 5,40 m (ustanowiony 30 lipca 1975 w Moskwie).